# Ocean Queen (schip, 1965)

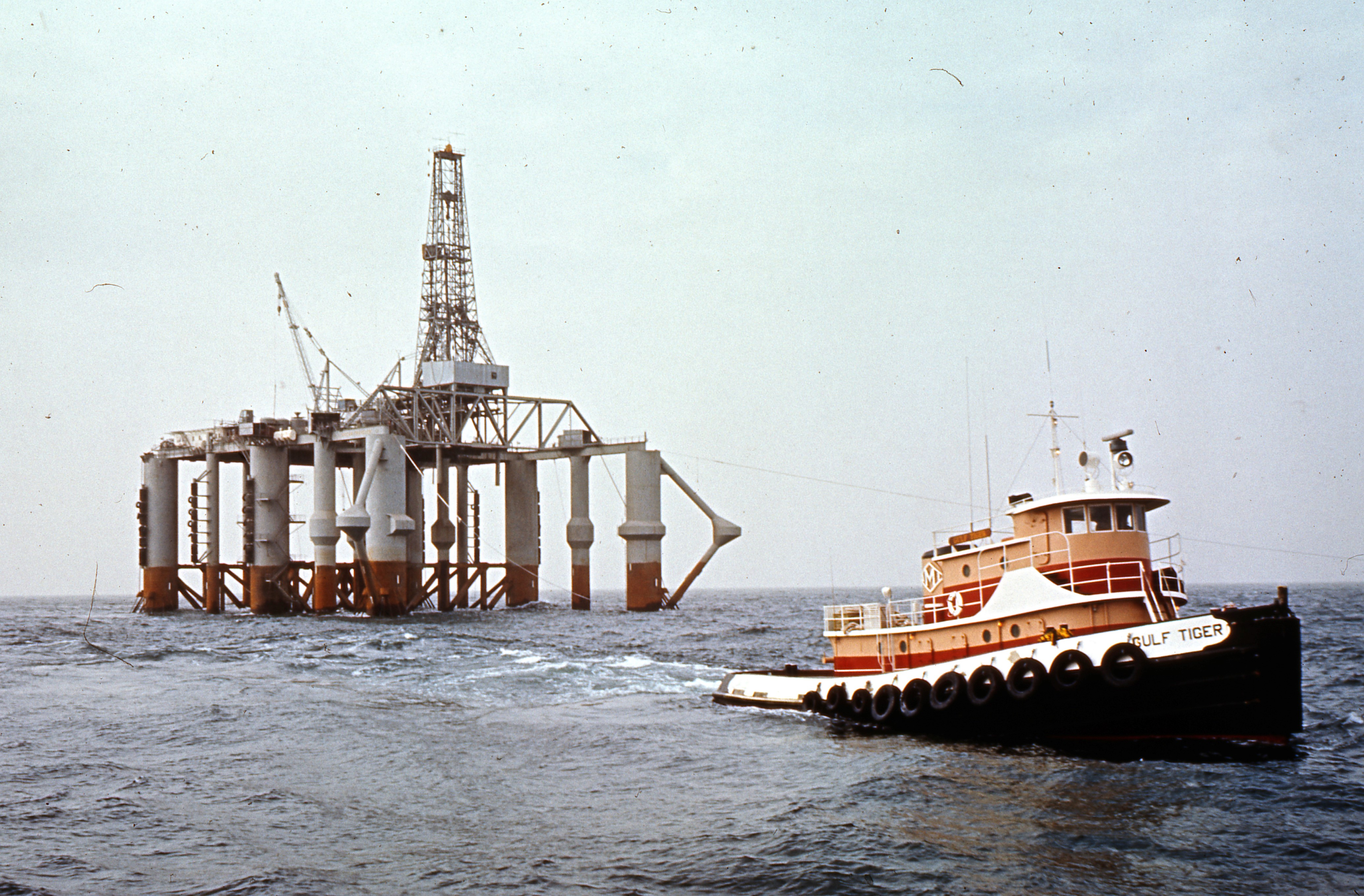
De Ocean Traveler, een zusterschip van de Ocean Queen, onder sleep achter de Gulf Tiger en een andere sleepboot

De Ocean Queen was een afzinkbaar en halfafzinkbaar boorplatform dat in 1965 werd gebouwd door Avondale Shipyards voor Ocean Drilling & Exploration Company (Odeco). Het was een verbeterd rechthoekig ontwerp ten opzichte van de V-vormige Ocean Driller van twee jaar eerder. Het bestond uit vier parallelle pontons waarvan de middelste twee van de halve lengte met daarop elk vijf kolommen op de buitenste pontons en vier op de middelste. Aan de zijde zonder binnenpontons waren twee outriggers geplaatst om de stabiliteit op de werkdiepgang te vergroten.
Naar hetzelfde ontwerp werd bij dezelfde werf de Ocean Traveler gebouwd, bij Smith's Dock Company in het Verenigd Koninkrijk de Ocean Prince, in Noorwegen de Ocean Viking dat door Aker in secties werd gebouwd bij werven in Kopenhagen, Stavanger en Stockholm en afgebouwd in Oslo bij Aker Mekaniske Verksted en in Australië bij Whyalla Shipbuilding and Engineering Works de Ocean Digger.
De Ocean Prince zou in 1968 zinken op de Noordzee, terwijl de Ocean Viking juist in 1969 Ekofisk ontdekte.

## Ocean Queen-serie
| Naam           | Werf                                                   | Jaar         |
| -------------- | ------------------------------------------------------ | ------------ |
| Ocean Queen    | Avondale Shipyards, 1065                               | januari 1965 |
| Ocean Prince   | Smith's Dock Company                                   | januari 1966 |
| Ocean Traveler | Avondale Shipyards, 1100                               | maart 1966   |
| Ocean Viking   | Nylands Mekaniske Verksted, 617 / Rosenberg Verft, 191 | 1967         |
| Ocean Digger   | Whyalla Shipbuilding                                   | 1967         |